# ヒュー・ブラウン
ヒュー・ブラウン（英語: Hugh Brown、1957年 - ）は、イギリス・北アイルランド出身の日本伝道隊の日本派遣宣教師である。元テロリスト。

## 経歴

### テロリスト時代
1957年に北アイルランドのベルファストに生まれる。1972年に15歳でアルスター・ロイヤリズム (Ulster loyalism) のテロ組織アルスター義勇軍（UVF）のメンバーになる。銀行強盗、爆弾テロなどのテロ活動を行い、後にUVFの一部隊リーダーになる。18歳で銀行強盗の容疑で逮捕され、政治犯として懲役6年の実刑判決を受け、メイズ刑務所に収監される。

### 回心
刑務所にいる間の1977年5月、20歳の時に映画『ベン・ハー』を見たことがきっかけで回心しクリスチャンになる。また、日本へ宣教師になることを志す。1978年に出所した後英国で神学校に入り、宣教師になる準備をする。

### 宣教師時代
1985年（昭和50年）に日本伝道隊の宣教師として、妻子と共に来日し、神戸の教会で宣教活動を行う。
1995年（平成7年）1月17日、阪神・淡路大震災に被災し、3ヶ月の避難生活の後に英国に帰国する。
その後、1997年（平成9年）に単身赴任で再来日し、日本伝道隊の兵庫県揖保川の西播磨教会に宣教師として赴任する。不良少年の更生や少年院や刑務所での講演活動を行う。
2007年（平成19年）より、元暴力団員を中心とする伝道団体「ミッション・バラバ」の相談役も務める。